# Spermacoce lagunensis
Spermacoce lagunensis är en måreväxtart som först beskrevs av Marcus Eugene Jones, och fick sitt nu gällande namn av Rafaël Herman Anna Govaerts. Spermacoce lagunensis ingår i släktet Spermacoce och familjen måreväxter. Inga underarter finns listade i Catalogue of Life.